# Briefkurs
Der Briefkurs (englisch offer rate, ask rate) ist im Finanzwesen ein Börsenkurs und Kurszusatz mit dem Hinweis, dass ein Angebot für ein Handelsobjekt besteht, dem aber keine entsprechende Nachfrage gegenübersteht. Pendant ist der Geldkurs.

## Allgemeines
Der Briefkurs (Abkürzung „B“) ist ein Börsenkurs, den ein Verkäufer mindestens erzielen will, um ein bestimmtes Wertpapier (Aktien, Anleihen, Geldmarktpapiere) zu verkaufen. „Brief“ bedeutet, dass der Verkäufer die Wertpapiere (Urkundenbriefe) als Eigentümer besitzt. Mangels Nachfrage zu diesem Briefkurs kommt kein Börsenumsatz zustande. Weitere Handelsobjekte mit Geld- und Briefkurs sind insbesondere Devisen, Edelmetalle (auch Sammlermünzen) und Sorten.

## Arten
Unterschiedliche Anwendung findet der Briefkurs im Wertpapierhandel an der Wertpapierbörse und bei den übrigen Handelsobjekten. Die von Kreditinstituten gehandelten Devisen, Edelmetalle (auch Sammlermünzen) oder Sorten haben sowohl Geld- als auch Briefkurse und können jederzeit von Bankkunden zum Briefkurs gekauft oder zum Geldkurs verkauft werden. Nur bei börsengehandelten Wertpapieren steht dem Briefkurs keine entsprechende Nachfrage gegenüber:
- Der klassische Kurszusatz B bedeutet, dass für dieses Wertpapier zwar Angebot vorhanden war, jedoch zum geforderten Kurs keine derartigen Wertpapiere nachgefragt wurden;
- Der klassische Kurszusatz bB bedeutet, dass bei diesem Wertpapier zwar Umsätze getätigt wurden, aber zum geforderten Kurs immer noch mehr Angebot als Nachfrage vorhanden war.
- Der Kurszusatz ebB bedeutet, dass bei diesem Wertpapier zwar Umsätze getätigt wurden, aber zum gebotenen Kurs immer noch bedeutend mehr Angebot als Nachfrage vorhanden war.[5]

Die (klassischen) Kurszusätze wurden im Mai 2011 an der Frankfurter Börse bei der Umstellung auf die Xetra-Technologie abgeschafft.

## Inhalt
In Höhe des Briefkurses ist an der Wertpapierbörse kein Börsenumsatz zustande gekommen, denn vorhandene Kauforders waren niedriger limitiert als der Briefkurs. Dieser weist darauf hin, dass keine Market Maker zur Kurspflege vorhanden sind.
Geld- und Briefkurse gibt es bei Kassa- und Termingeschäften. Kauft ein Bankkunde von einem Kreditinstitut Devisen mit einem Kassageschäft, so berechnet ihm die Bank den Devisenkassa-Briefkurs. Der Briefkurs ist bei der Mengennotierung von Devisen und Sorten jener Wechselkurs, zu dem Kreditinstitute Devisen und Sorten verkaufen.
Im Interbankenhandel – insbesondere im Devisenhandel – ist es üblich, dem Kontrahenten Geld- und Briefkurse zu „stellen“, damit sich dieser für den Kauf oder Verkauf eines Handelsobjektes entscheiden kann. Der bei einem Kauf gebildete Erwartungswert über den künftigen Kurswert eines Handelsobjekts {\displaystyle v_{a}(x,x)} ist stets um einen von der Anzahl der Händler abhängigen Aufpreis in Höhe von {\displaystyle {\frac {\text{n-1}}{\text{2n}}}} höher als der bei einer vorliegenden Verkauf gebildete Erwartungswert {\displaystyle v_{b}(x,x)}; es gilt:
{\displaystyle v_{a}(x,x)-b_{b}(x,x)={\frac {\text{n-1}}{\text{2n}}}>0}.
Bei der Benutzung von {\displaystyle v_{a}(x,x)} bezieht jeder Händler ein, dass er den geringsten Informationsgrad vorliegen haben muss, um den niedrigsten Briefkurs zu stellen.

## Wirtschaftliche Aspekte
Der Briefkurs {\displaystyle B} ist stets höher als der Geldkurs {\displaystyle G}, die Differenz zwischen beiden heißt Kursspanne (oder Geld-Brief-Spanne; {\displaystyle S}):
{\displaystyle S=B-G}.
Die Kursspanne ist der Gewinn, den Börse, Broker, Händler, Kreditinstitute oder Market Maker beim Handel erwirtschaften. Die Höhe der Kursspanne ist ein Maßstab für die Markteffizienz, denn je kleiner die Spanne ist, umso höher ist die Marktliquidität. Zwischen Geld- und Briefkurs liegt als arithmetisches Mittel der Mittelkurs.
Die Nennung von Geld- und Briefkursen erfolgt stets in derselben Reihenfolge; zunächst wird der Ankaufskurs (Geldkurs) und dann der höhere Verkaufskurs (Briefkurs) genannt.
Bei der Bilanzierung beim Bankkunden wird die Veräußerung zum Geldkurs als Umsatzerlös oder Ertrag verbucht und die Anschaffung zum Briefkurs als Anschaffungskosten bilanziert.